# Paraphalaenopsis
Paraphalaenopsis – rodzaj roślin z rodziny storczykowatych (Orchidaceae). Wiszące rośliny zielne epifityczne lub rzadko litofityczne rosnące w lasach i na nizinach na wysokościach do około 1000 m n.p.m. Wszystkie cztery gatunki są endemitami wstępującymi na Borneo.

## Systematyka
Rodzaj sklasyfikowany do podplemienia Aeridinae w plemieniu Vandeae, podrodzina epidendronowe (Epidendroideae), rodzina storczykowate (Orchidaceae), rząd szparagowce (Asparagales) w obrębie roślin jednoliściennych.
Wykaz gatunków
- Paraphalaenopsis denevei (J.J.Sm.) A.D.Hawkes
- Paraphalaenopsis labukensis Shim, A.L.Lamb & C.L.Chan
- Paraphalaenopsis laycockii (M.R.Hend.) A.D.Hawkes
- Paraphalaenopsis serpentilingua (J.J.Sm.) A.D.Hawkes